# Cantharellus (genre de champignons)
Girolles, Giroles, Chanterelles
Cet article concerne le genre de champignons. Pour le genre de coraux, voir Cantharellus (cnidaire).
Genre
Cantharellus est un genre de champignons basidiomycètes de la famille des Cantharellaceae, comprenant les Chanterelles, au sens large, synonymes de Girolles.
La Chanterelle commune est l'un des champignons les plus répandus et les plus populaires en raison de sa valeur culinaire, la compacité de sa chair acidule étant très appréciée après cuisson. Avec plus de 1 000 tonnes vendues en France chaque année, le genre Cantharellus est néanmoins l'un des plus mal connus des systématiciens. Sa position taxinomique est également des plus confuses, en raison de la difficulté de définir ce qu'est une espèce, aggravée par la grande homogénéité microscopique. L'Index Fungorum liste près de 500 binômes combinés au genre, quoique le nombre de taxons valides soit inférieur à une centaine,,.
Difficiles à cultiver, les récoltes forestières vendues fraiches en saison sur les marchés de France sous le nom de girolles ou de chanterelles communes, sont très prisées pour leur arôme fruité-acidulé, rappelant l'abricot. Malgré la facilité apparente de reconnaissance de la chanterelle/girolle, il faut se méfier de la ressemblance avec le Clitocybe de l’olivier (Omphalotus olearius) ou la Flammule du sapin qui sont toxiques. Enfin, les études moléculaires suggèrent de diviser l'espèce type, Cantharellus cibarius, en plusieurs espèces distinctes, réunies dans le nouveau clade des cantharelloïdes.

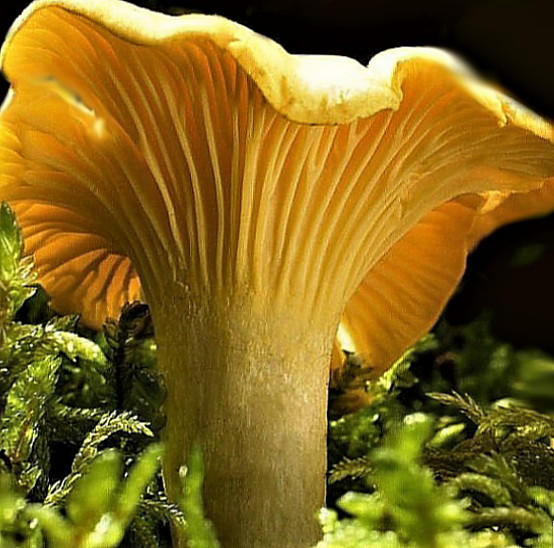
Cantharellus cibarius = hyménium fausses lamelles

## Description
Les espèces du genre Cantharellus sont des Homobasidiomycètes gymnocarpes, entièrement jaune d'œuf (espèce type), muni d'un pied sans anneau, à chair compacte, à hyménophore lisse ou formé de plis lamellaires incomplets, souvent réduits à des rides, décurrentes. Ce sont des champignons mycorhiziens, formant des associations symbiotiques avec certains végétaux, ce qui les rend très difficiles à cultiver.
Chapeau plan convexe à infundibuliforme, ne « débouchant pas sur le stipe » (jamais perforé au centre), non visqueux. Hyménophore lisse, accrescent, formés de plis souvent ramifiés, ou évoquant des lames bifurquées de Cuphophylus. Stipe plutôt court et trapu, lisse ou squamuleux.
Spores variables, lisses, hyalines ou faiblement colorées, non amyloïdes, non cyanophiles. Basides élancées, rarement trapues chez les espèces tropicales, 4 à 7 stérigmates, longs et courbes. Sporée blanche, crème pâle ou rosâtre pâle. Pas de cystides. Trame emmêlée. Suprapellis en cutis formé d'hyphes de taille variable, colorées de pigments plutôt intracellulaires,.
Considéré au sens strict, le genre Cantharellus regroupe désormais les seules espèces apparentées à Cantharellus cibarius et exclut celles qui s'apparentent à Craterellus tubaeformis Fr. (recombiné au genre Craterellus, l'analyse moléculaire ayant validé la grande cohérence phylogénétique des espèces peu charnues, à stipe creux débouchant au centre du chapeau, comme Cantharellus melanoxeros,, Craterellus cornucopioides et le genre Pseudocraterellus, qui doivent être regroupés dans le genre Craterellus.
Par rapport à Craterellus, Cantharellus se caractérise par des caroténoïdes bicycliques et des basidiomes à stipe solide. Hydnum L. : Fr. et Sistotrema confluens Pers. : Pr. sont sœurs des Cantharellaceae dans les phylogénies disponibles.
De nombreuses espèces de chanterelles contiennent des antioxydants caroténoïdes bicycliques, comme le β-carotène et ses dérivés cétoniques, dans Cantharellus cibarius et Cantharellus minor, ainsi que de la canthaxanthine dans Cantharellus cinnabarinus et Cantharellus friesii. Les Cantharellus contiennent également des quantités significatives de vitamine D.

## Taxinomie et nomenclature
En 1753, Linné la nomme Agaricus chantarellus L., qu'il rectifie en A. cantharellus dans la réédition de 1763. Cette même année, Michel Adanson reconnait dans ce champignon un genre qu'il décrit sous le nom de Chanterel Adans., sanctionné par Fries en 1821 sous la graphie Cantharellus Adans. : Fr..
Tel que circonscrit par les anciens auteurs, il comprenait un assemblage artificiel d'espèces à hyménophore veiné ou plissé, progressivement réduit) aux espèces du clade des Canthareloïdes, avec Cantharellus cibarius Fr. : Fr. choisi comme espèce type par Franklin Sumner Earle en 1909.
La frontière entre les genres Cantharellus et Craterellus,), tous deux classés dans les Cantharellaceae, a été précisée par les données moléculaires.

### Étymologie des noms «Chanterel» et Cantharellus
Les premiers auteurs à citer le nom français de « chanterelle » sont deux botanistes suisses prélinnéens : Jean Bauhin et Johan Heinrich Cherler (de) en 1651, qui présentent ce champignon comme étant en usage très fréquent dans la région de Montbéliard. D'après Georges Becker, il pourrait s'agir d'une allusion à la marge lobée-sinueuse du chapeau, parfois déchiquetée comme une crête de coq,. Le nom vernaculaire a été latinisé par Fries, soit une démarche inverse du processus habituel.
Le nom grec kantharos (en grec ancien κάνθαρος / kàntharos, en latin cantharus), indique la ressemblance du chapeau creusé en entonnoir de ce champignon avec un canthare, sorte de coupe profonde pour servir le vin, utilisée dans la Grèce antique, et souvent associée aux rituels initiatiques du culte de Dionysos.

## Historique du genreCantharellus
Le genre Cantharellus comporte plus de 120 taxons décrits dans le monde (espèces, sous-espèces, variétés et formes) dont 25 pour l'Europe. Depuis, l'existence de certains taxons reste douteuse ; tandis que de nombreux taxons méditerranéens et tropicaux restent inédits.
Depuis 1821, toutes les chanterelles jaunes ou dorées de l'ouest de l'Amérique du Nord avaient été rapportées à Cantarellus cibarius selon la description de Fries. Cependant, les analyses de la phylogénétiques ont depuis démontré qu'il s'agit d'un groupe d'espèces apparentées. En 1997, la chanterelle dorée du Pacifique Cantarellus formosus et Cantarellus cibarius var. roseocanus ont été identifiées, suivi par Cantarellus cascadensis en 2003 et Cantarellus californicus en 2008. En 2004, une nouvelle chanterelle est découverte dans les maquis miniers nickélifères de Nouvelle-Calédonie Cantharellus garnierii. En 2011, trois nouvelles espèces sont ajoutées: Cantarellus lewisii, Cantarellus altipes et Cantarellus tenuithrix. Et si en Amérique du Nord, près d'une vingtaine d'espèces ont été créées, en Europe, les études moléculaires ont aussi divisé l'espèce Cantharellus cibarius en 25 espèces distinctes, créant ainsi le nouveau clade cantharelloïdes, représentant une ancienne lignée d'hyménomycètes composée de champignons diversifiés tant par leur morphologie que leur écologie.

## Liste des espèces
(février 2012).
Si vous disposez d'ouvrages ou d'articles de référence ou si vous connaissez des sites web de qualité traitant du thème abordé ici, merci de compléter l'article en donnant les références utiles à sa vérifiabilité et en les liant à la section « Notes et références ».

### Europe
Sur les 30 noms faisant référence à Cantharellus sensu stricto décrites en Europe (19 spécifiques, 11 infraspécifiques ; synonymes homotypiques ignorés) dont certains ont été appliqués à des Cantharellus extra-européens), seules 8 ont été reconnues sur la base des analyses combinées de ITS2, LSU, RPB2 et TEF-1, en appliquant les critères de concordance généalogique, dont l'une, C. roseofagetorum, est décrite comme nouvelle.
La couleur de l'hyménophore chez les jeunes spécimens est un caractère morphologique assez constant.
Les espèces européennes se distinguent morphologiquement par des combinaisons uniques de caractères, telles que la présence d'un revêtement pileal rose, la couleur du chapeau et de l'hyménophore lorsqu'elle est jeune et, dans certains cas, la longueur moyenne des spores et l'écologie.
Dix-huit spécimens types d'Europe sont séquencés. Sur la base de concepts d'espèces révisés, seize nouveaux synonymes taxonomiques sont proposés pour les girolles européennes :
- C. alborufescens ( = C. henrici, C. ilicis, C. lilacinopruinatus) : typiquement associé à Quercus à feuillage persistant sur sol calcaire, méditerranéen ; chapeau de taille moyenne à grande, jamais jaune citrine ou avec des nuances vertes ou brunes[34],
- C. amethysteus ( = C. cibarius subsp. squamulosus, C. cibarius var. umbrinus, C. rufipes),
- C. cibarius ( = C. cibarius var. atlanticus, C. parviluteus),
- C. ferruginascens ( = C. cibarius var. flavipes),
- C. friesii ( = C. ignescens) : Chap. orange rosé à rouge orangé ; ne tache pas à la manipulation ; base du pied concolore, principalement sous Fagus (si hyphes du pileipellis à paroi épaisse cf. C. roseofagetorum),
- C. pallens ( = C. cibarius var. albidus, C. cibarius var. bicolor, C. subpruinosus)
- et C. romagnesianus (= C. pseudominimus, C. lourizanianus, C. romagnesianus var. parvissporus) : Pileus jaune orangé à jaune ocre, parfois blanc, parfois se tachant à la manipulation ; base du stipe souvent rouge ; sous angiospermes ou conifères.

Liste ci-dessous des anciennes données à éplucher avant suppression :
- Cantharellus amethysteus ((Quél) Quél. 1888) Girolle améthyste
- Cantharellus cibarius (Fr. : Fr. 1821) Girolle, Chanterelle, Jaunotte, Jauniré
- Cantharellus cinereus ((Pers. : Fr.) Fr. 1794) Chanterelle cendrée
- Cantharellus ferruginascens (P. D. Orton 1969) Girolle ferrugineuse
- Cantharellus friesii (Q. 1872) Girolle abricot
- Cantharellus ianthinoxanthus ((Maire) Kühner 1947) Chanterelle jaune et violette
- Cantharellus luteocomus (H.E. Bigelow 1978)
- Cantharellus subpruinosus (Essartier et Buyck 2000[35][réf. incomplète]) Girolle pruineuse
- Cantharellus tubaeformis (Fr. 1821) Chanterelle en tube (rattachée au genre Craterellus)
- Cantharellus lutescens (Pers. : Fr. 1821) Chanterelle jaune (rattachée au genre Craterellus)

#### Espagne
- Cantharellus parviluteus (Fernández Sas., Pérez-De-Greg. & Eyssart. 2004[36])
- Cantharellus melanoxeros (Desm. 1830[37][réf. incomplète])
  - Craterellus melanoxeros ((Desm.) Pérez-De-Greg. 2000[38][réf. incomplète]) (synonyme)
- Cantharellus ilicis[39][réf. incomplète] I. Olariaga & I. Salcedo, 2008[40][réf. incomplète] Îles Baléares: Mallorque

### Asie

#### Japon
Seiichi Kawamura a signalé Cantharellus cibarius en 1908 pour la première fois au Japon, mais jusqu'à présent, une étude taxinomique précise n'avait pas été effectuée. Wakana Ogawa et al. de l'Université Shinshū ont étudié la morphologie nucléaire et l'ADN ribosomique des chanterelles qui poussent naturellement dans diverses régions du Japon, elles se sont avérées relevant de quatre clades. Parmi ceux - ci, clades contenant chanterelles au sens étroit ont été trouvés dans les échantillons prélevés à Hokkaido, et les échantillons qui correspondent aux caractéristiques des « chanterelles » rapportées par Kawamura sont étroitement liés à C. applanatus de l' Inde et des États-Unis. De C. formosus et C. altipes sont des clades étroitement apparentés. Pour cette raison, les trois espèces autres que les girolles au sens étroit sont considérées comme des espèces non décrites.
Cantharellus: Genre Andzutaké = Champignon abricot
- Hina-Andzu-také ヒナアンズタケ（Cantharellus minor) : Plus petite que la chanterelle commune. Comestible.
- Toki-iro-rappataké トキイロラッパタケ（C. luteocomus：extrêmement petit. comestible.
- Béni-usu-také ベニウスタケ（C. cinnabarius：Ressemble à la girolle, mais beaucoup plus petit et orange rougeâtre à vermillon.
- Hiroha-andzutaké ヒロハアンズタケ（Hygrophoropsis aurantiaca）：plus petit que la girolle. Les couleurs sont plus vives, comestible/
- Shiro-andzutaké シロアンズタケ（Gomphus pallidus）：blanche à crème. comestible
- [Pas de nom japonais] (Omphalotus olearius）：Nom anglais Jack O Lantern. Champignon vénéneux appartenant au même genre qu'Omphalotus japonicus. Les plis ne sont pas interveinés et le chapeau est mince. Il émet également de la lumière dans l'obscurité.

### Amérique du Nord
- Cantarellus altipes Dunham 2008[42]

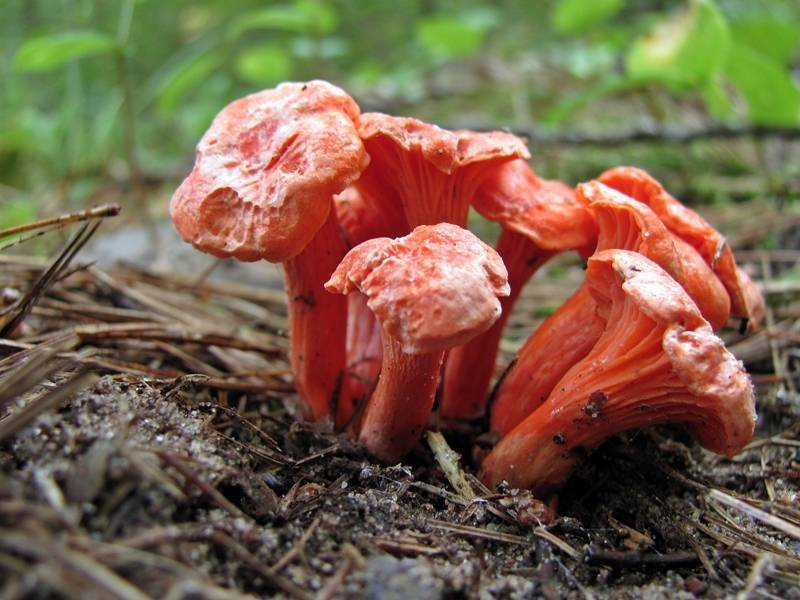
Cantharellus cinnabarinus, Amérique du Nord

- Cantharellus appalachiensis (Petersen 1971[22]) Appalache et Missouri
- Cantharellus californicus (Arora & Dunham, 2010)[43]
- Cantharellus cinnabarinus ((Schwein.) Schwein. 1832)
- Cantharellus friesii (Welw. & Curr. 1869)
- Cantharellus lateritius (Berkeley, 1873) (Singer, 1949) (Corner, 1966)
- Cantarellus lewisii Dunham 2008[42]
- Cantharellus minor (Peck 1872[44][réf. incomplète])
  - Merulius minor ((Peck) Kuntze 1891[45][réf. incomplète])
- Cantharellus pallens (Pilát)
- Cantharellus persicinus (R.H. Petersen 1986), Appalache
- Cantharellus subalbidus (A.H.Sm. & Morse 1947)
- Cantharellus tabernensis ((Feib. & Cibula (1996)[46] (Gulf Coast states)
- Cantharellus pallidifolius (Smith (1968)), Michigan, var. de cibarius
- Cantarellus tenuithrix Dunham 2008[42]

### Côte pacifique Nord-Ouest
- Cantharellus roseocanus variété de cibarius (Redhead, Norvell & Danell, 1997)
- Cantharellus formosus (Corner (1966))
- Cantharellus cascadensis (Dunham, O'Dell & Molina, 2003)

### Amérique centrale
- Cantharellus confluens (Berkeley & Curtis, 1866) Petersen, 1979. Mexique
- Cantharellus atrolilacinus (Eyssartier, Buyck & Halling) Costa Rica Talamancas

### Amérique du Sud
- Cantharellus xanthoscyphus  (R.H. Petersen 1992[47])
- Cantharellus nothofagorum (G.M. Muell. & R.H. Petersen 1992[47])
- Cantharellus lateritius var. colombianus
- Cantharellus flavobrunneus (R.H. Petersen 1979)
- Cantharellus camphoratus (R.H. Petersen 1979)
- Cantharellus ignicolor (R.H. Petersen 1975)[48][réf. incomplète]
- Cantharellus omphalinoides (Corner 1976[49][réf. incomplète])
- Cantharellus pallidipes (R.H. Petersen 1979[50][réf. incomplète])
- Cantharellus persicinus (R.H. Petersen 1986[51][réf. incomplète])

### Nouvelle-Calédonie
- Cantharellus garnierii[52]

### Afrique centrale
Les Cantharellus d'Afrique centrale et plus particulièrement du Katanga ont été étudiés par le Jardin botanique de Meise en Belgique

- Cantharellus alboroseus[55]
- Cantharellus croceifolius (Heinem. 1958)[56]
- Cantharellus cyanoxanthus (R. Heim ex Heinem. 1958)
- Cantharellus defibulatus ((Heinem 1966) Eyssart. & Buyck 2001)
- Cantharellus densifolius (Heinem 1958)
- Cantharellus floridulus (Heinem. 1958)
- Cantharellus isabellinus (Heinem. 1958[56])
- Cantharellus longisporus (Heinem. 1958[56])
- Cantharellus luteopunctatus  ((Beeli [57][réf. incomplète]) Heinem. 1958[56])
- Cantharellus miniatescens (Heinem. 1958[56])
- Cantharellus pseudofriesii (Heinem. 1958[56])
- Cantharellus rhodophyllus (Heinem. 1958[56])
- Cantharellus splendens (Buyck 1994[58])
- Cantharellus incarnatus ((Beeli 1928 [59][réf. incomplète]) Heinem. 1958[56]) (synonyme)
- Cantharellus tenuis (Heinem. 1958[56])

### Tanzanie
En 1998 est publiée une liste annotée et une clé d'analyse des 13 espèces connues du genre Cantharellus en Tanzanie, recueillies pendant avril-mai 1998. Elle propose deux nouvelles espèces: Cantharellus isabellinus var. parvisporus et Cantharellus tomentosus. Cantharellus est l'un des plus importants genres de champignons comestibles pour les populations locales.
- Cantharellus isabellinus var. parvisporus
- Cantharellus tomentosus

### Guyane
- Cantharellus pleurotoides (T.W. Henkel, Aime & S.L. Mill. 2006[61])

### Autres
- Cantharellus guyanensis (Mont. 1854) > Merulius guyanensis (Mont.) Kuntze 1891
- Cantharellus attenuatus (Cleland 1934)
- Cantharellus atrolilacinus (Eyssart., Buyck & Halling 2003)
- Cantharellus cinnabarinus ((Schwein.) Schwein. 1832)
- Cantharellus conspicuus (Eyssart., Buyck & Verbeken 2002)
- Cantharellus cyanescens (Buyck 1994)
  - Cantharellus platyphyllus f. cyanescens (Buyck) Eyssart. & Buyck 1999 (synonyme)
- Cantharellus elsae ((G. Stev.) E. Horak 1971)
  - Hygrophorus elsae (G. Stev. 1963) (synonyme)
- Cantharellus eucalyptorum (Ducousso, A.M. Ba & Thoen 2002)
- Cantharellus ferruginascens (P.D. Orton 1969)
  - Cantharellus cibarius var. ferruginascens (P.D. Orton) Courtec. 1993 (synonyme)
  - Cantharellus pallens (synonyme)
- Cantharellus friesii (Welw. & Curr. 1869)
  - Merulius friesii (Quél.) Kuntze 1891 (synonyme)
- Cantharellus henricii (Eyssart. & Buyck 2000)[62][réf. incomplète]
- Cantharellus ianthinoxanthus ((Maire 1911) Kühner 1947)[63][réf. incomplète]
- Cantharellus insignis ((Cooke 1890) Corner 1966)[64][réf. incomplète]
- Cantharellus lilacinopruinatus (Hermitte, Eyssart. & Poumarat 2005)[65]
- Cantharellus luteocomus H.E. (Bigelow 1978)[66][réf. incomplète]
- Cantharellus pusio (Berk. 1856[67])[réf. incomplète]
- Cantharellus wellingtonensis (McNabb 1971)
- Cantharellus queletii ((Ferry) Corner 1966[68][réf. incomplète])
- Cantharellus subdenticulatus (Mont. 1860[69][réf. incomplète])
  - Cantharellus ignescens (Fayod 1889) (synonyme)
  - Cantharellus miniatus (Fayod 1893) (synonyme)

### Nouvelle-Zélande
- Cantharellus lilacinus Cleland & Cheel 1919
  - Camarophyllus lilacinus ((Cleland & Cheel) E. Horak 1990) (synonyme)[70][réf. incomplète]
    - Hygrocybe cheelii A.M. Young 1999 (synonyme)[71][réf. incomplète]
- Cantharellus umbriceps (Cooke 1879[72][réf. incomplète])
  - Hygrophoropsis umbriceps ((Cooke) McNabb 1969[73][réf. incomplète] (synonyme)